# Şivan Perwer

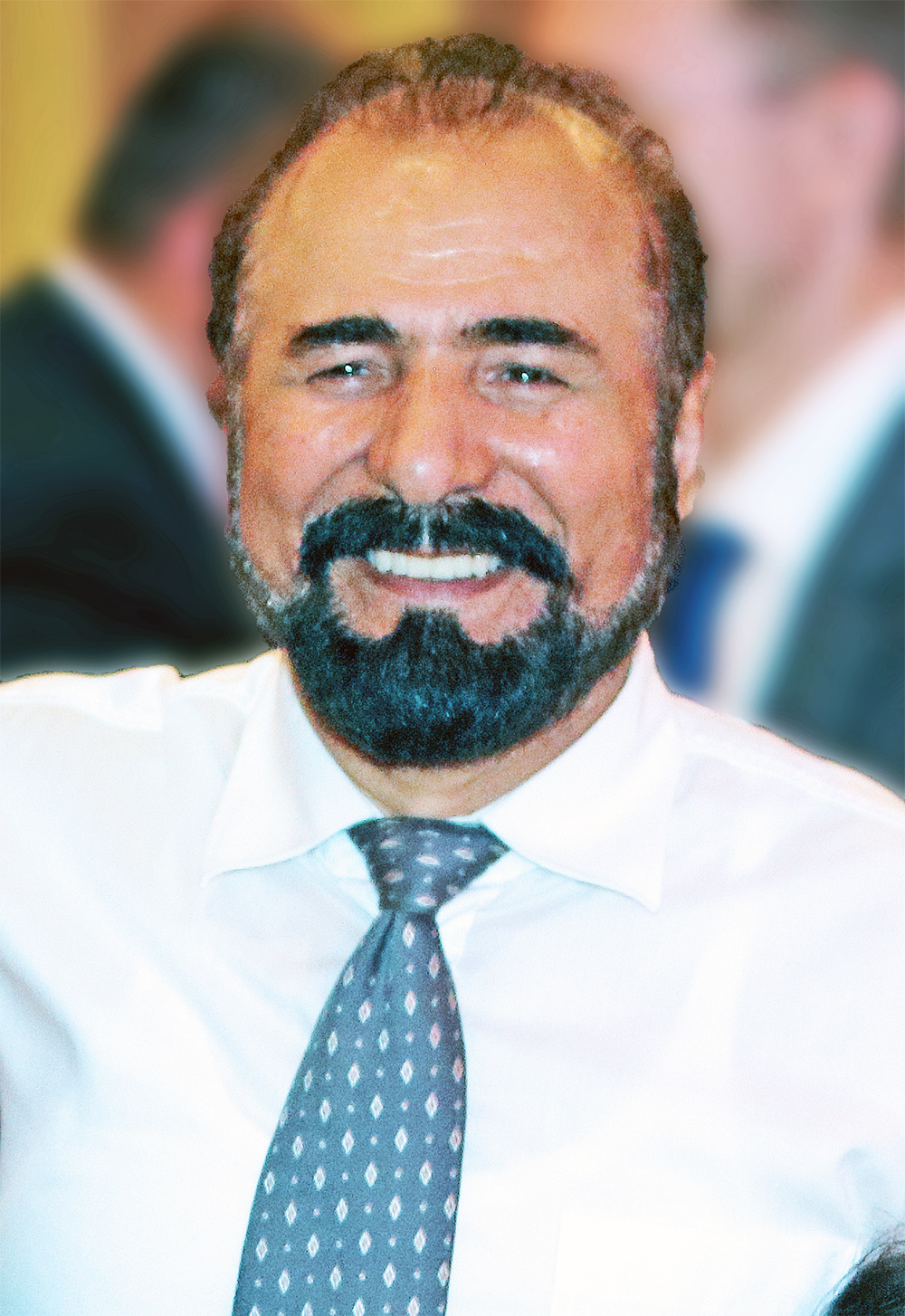
Şivan Perwer

Şivan Perwer, geboren als İsmail Aygün (Sori(Zexelan) bij Viranşehir, Şanlıurfa, Turkije, 23 december 1957) is een Koerdische dichter, schrijver, leraar muziek, zanger en performer op het tembûr (Saz).

## Biografie
Hij studeerde wiskunde en musicologie. Şivan woont momenteel in ballingschap na de vlucht uit Turkije in 1976 vanwege zijn muziek. Sivan Perwer is een hartstochtelijk verdediger van zijn volk en zijn muziek. Zo werd hij een icoon van het Koerdische verzet in Syrië, Irak, Iran en Turkije. Hij werd een van de populairste zangers van zijn generatie in Koerdistan en de Koerdische diaspora. Zijn populariteit is ook hoog onder de Azerbeidzjanen, Turken en Iraniërs [ref. nodig].
Gedurende vele jaren werden zijn liedjes verboden in Irak, Syrië en Turkije omdat ze worden gezongen in het Koerdisch en vaak de onderdrukking van het Koerdische volk in het Midden-Oosten verwoorden. Cassettes van zijn muziek werden doorgegeven en clandestien verhandeld, ondanks het risico van gevangenisstraf of de dood. 
Şivan werd beroemd in de periode van de Koerdische protesten tegen het Iraakse regime aan de universiteit van Ankara in 1972. Het is in deze periode dat hij zijn eerste artistieke succes kende. Terwijl zijn zelfgemaakte opnames werden gesmokkeld over de grens, kwamen duizenden mensen bijeen om hem live te zien optreden. In deze periode geeft hij zijn eerste publieke concerten, waar hij in het Koerdisch zingt voor een menigte van 30000 toeschouwers, wat verboden was. Maar deze periode werd ook vergezeld van de heerschappij van het Turkse leger en de dreiging vanuit de instellingen van de Turkse staat. Uit vrees voor zijn leven en het welzijn van zijn familie en na de oproep van Turkse autoriteiten die zijn arrestatie eisten (waarbij hij al reeds vervolgd en opgesloten was), vluchtte hij uit Turkije en probeerde tevergeefs te emigreren naar Zweden. Uiteindelijk vestigde hij zich in Duitsland in 1976, waar hij trouwde met zijn vrouw Gülistan en waar zijn zoon Serxwebun geboren werd. Hier registreerde Şivan zijn eerste officiële album van traditionele Koerdische liederen.
In 1991 verscheen Şivan op het "Simple Truth" Live Aid concert, samen met optredens van Peter Gabriel, Sting, Paul Simon, Tom Jones, Gipsy Kings en andere internationale artiesten. De opbrengst van het concert ging naar de hulp voor Koerdische vluchtelingen in het Iraaks Koerdistan, die de Golfoorlog ontvluchtten, en werd beschouwd als een van de belangrijkste humanitaire inspanningen voor de regio.
In 2004 nam Şivan een initiatief voor de 'verbetering van de cultuur in de samenleving' door de oprichting van de Sivan Perwer International Cultural Foundation in Frankfurt, Duitsland.
Tot nu toe heeft Şivan Perwer meer dan vijfentwintig albums, muziekvideo's en documentaires uitgebracht. Hij heeft verschillende boeken geschreven en diverse andere publicaties. Şivan heeft een artistieke carrière uitgebouwd van meer dan dertig jaar en heeft vele eredoctoraten en Internationale Wereld muziek prijzen ontvangen.
Hij componeerde muziek en zong veel nummers met behulp van de poëzie van de late Koerdische dichter, Cegerxwîn. Cegerxwîn was bekend om zijn gedichten over de Koerdische strijd en ook over de Koerdische cultuur en geschiedenis. Op een gegeven moment noemde Cegerxwîn Şivan als "de stem van zijn poëzie." Koerdische liederen worden door sommigen gezien als een van de belangrijkste elementen in het behoud van de Koerdische cultuur en geschiedenis.
Hoewel zijn meest traditionele liederen toegelaten zijn tot verkoop, blijft een meerderheid van zijn werk verboden in Turkije en Iran. 
In 2009 sloot Şivan een contract bij de Koerdische zender van het Koerdische Instituut van Parijs, Kurd1. Daar werkt hij sindsdien als ambassadeur. 29 oktober 2013 is hij naar 38 jaar terugkomen. met de Koerdische leider Massoud Barzani.

## Albums
- Govenda Azadixwazan (1975)
- Hevale Bar Giranim (1976)
- Herne Pes (1977)
- Ey Ferat (1978)
- Kine Em (1979)
- Hay Dil (1980)
- Gele Min Rabe (1981)
- Agiri (1982)
- Bilbilo / Ferzê (1983)
- Dotmam (1985)
- Lê Dîlberê (1986)
- Helebçe (1988)
- Xewna Min / Qasimlo (1991)
- Zembîlfiros (1992)
- Ya Star (1995)
- Naze (1996)
- Heviya Te (1999)
- Roj û Heyv (2000)
- Sarê (2001)
- Helbestên bijartî yên 1 /Kirîvê (2002)
- Helbestên bijartî yên 2/Klasîk (2003)
- Helbesten Bijarti yên 3 (2004)
- Min bêriya te kiriye (2004)
- Diwana Şivan Perwer(2005)
- Destana Rojava (2011)
- Şivanname/Gazınd (2013)

- Bibliothèque nationale de France: cb139233452 (data)
- Gemeinsame Normdatei: 119374196
- International Standard Name Identifier: 0000 0001 1488 2890
- Library of Congress Control Number: n92048592
- MusicBrainz: 9c21c0c1-b242-49a3-b676-cc9a2642e39e
- LIBRIS: 207296
- Système universitaire de documentation: 236050486
- Virtual International Authority File: 17195844
- WorldCat: E39PBJxWM9Dht7xTmV3rpgv4MP